# Zhou Haibin
Zhou Haibin (Dalian, 19 de julho de 1985) é um futebolista chinês, que atua como meia. Atualmente joga no Tianjin Teda FC, por empréstimo do Shandong Luneng.

## Carreira
Zhou Haibin representou a Seleção Chinesa de Futebol nas Olimpíadas de 2008, quando atuou em casa. Ele representou a Seleção Chinesa de Futebol na Copa da Ásia de 2004, 2007 e 2011.

## Títulos
Shandong Luneng
- Super Liga Chinesa: 2006, 2010
- Copa da China: 2004, 2006
- Supercopa de China: 2004
- Copa do Leste Asiático: 2007

PSV
- Campeonato Neerlandês: 2007/08
- Supercopa dos Países Baixos: 2008

## Ligações Externas
- Perfil em national-football-teams.com (em inglês)